# Richard Neutra
Richard Neutra (8 de abril de 1892 - 16 de abril de 1970) fue un arquitecto austriaco, nacionalizado posteriormente estadounidense, considerado uno de los arquitectos más importantes del Movimiento Moderno.

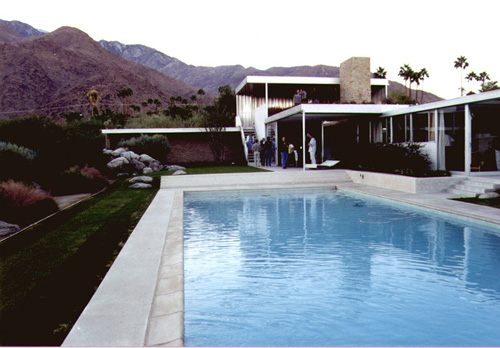
Casa Kaufman (1946) en Palm Springs, California.

## Biografía
Richard Josef Neutra nació en Viena el 8 de abril de 1892. Estudió arquitectura en la Universidad Técnica de Viena y asistió también a clases en la escuela de construcción de Adolf Loos, uno de los arquitectos que más respetaba. En 1912 conoció a Rudolf Schindler, un arquitecto con el que forjaría una amistad, hasta que se produjo un conflicto entre ellos. Participó como oficial de artillería del ejército austríaco, durante la Primera Guerra Mundial. Finalizada la guerra, Neutra ingresó en un sanatorio cercano a Zúrich para recuperarse de una malaria y de síntomas de tuberculosis. Terminada su formación, Neutra trabajó en Zúrich, Suiza, en el despacho del jardinero paisajista Gustav Ammann. En Zúrich conoció a Dione, la hija del arquitecto Alfred Niedermann, con quien se casaría. Luego dejaría Zúrich y se iría a Berlín, donde se ganó la vida un tiempo trabajando en un teatro y como dibujante publicitario, antes de incorporarse a la oficina municipal de obras públicas y urbanismo de Luckenwalde, una población al sur de Berlín, en el distrito de Branderburgo. Allí conoció al arquitecto Erich Mendelsohn, del que se convirtió en asistente en su estudio de Berlín.
En 1922 contrajo matrimonio con Dione Niedermann y en 1923 emigró a Estados Unidos. Allí pasó un tiempo en Nueva York y en Chicago, en donde trabajó en un estudio de arquitectura. Neutra tuvo la oportunidad de conocer a Louis Sullivan antes de su muerte. Cuando falleció, conoció a Frank Lloyd Wright en el funeral de Sullivan, en el cementerio de Graceland. Neutra admiraba a Wright y el respeto que tenía por el arquitecto estadounidense lo llevó a llamar a su primer hijo Frank Lloyd. Tras aquel primer encuentro, Wright lo llevaría a su estudio de Taliesin, Wisconsin, donde trabajaría en algunos de sus proyectos.
Alrededor de 1925 Neutra se mudó a California, para trabajar en el estudio de Schindler. Se instaló definitivamente en Los Ángeles, donde abrió su propio despacho en 1926. Comenzó a diseñar unos proyectos que incorporaban criterios novedosos, como la estructura de hormigón armado y refuerzos metálicos en las ventanas. También diseñó viviendas prefabricadas que denominó "One Plus Two" (uno más dos) y trabajó en un proyecto de ciudad de futuro. En 1927 publicó su libro "Wie baut Amerika?" ("¿Cómo construye América?"), que se publicó en Stuttgart al año siguiente, y que llamó la atención en el sector. Recibió el encargo de la Casa de Salud Lovell. Para esta obra diseñó un esqueleto de acero que requería un montaje en muy poco tiempo. 
La Casa Lovell tenía una importancia comparable a la de los edificios de acero y de cristal de la arquitectura europea en aquella época, por lo que a través de esta casa se conoció en Europa la arquitectura de Los Ángeles. Originalmente, la casa de Lovell iba a ser diseñada por Schindler, mientras que Neutra se encargaría del ajardinamiento, pero por un conflicto, Lovell decidió traspasarle el proyecto a Neutra, lo que distanciaría a los dos amigos durante varios años. Ambos se volverían a reencontrar veinte años después, en 1953, cuando les asignaron camas adyacentes en un hospital.
Neutra fue en los años siguientes fundador y profesor de la Academia de Artes Modernas en Los Ángeles. Además, trabajó en numerosos proyectos, y fue experimentando en todos ellos con nuevos materiales y nuevas estructuras. Durante la Segunda Guerra Mundial, cuando no se podían conseguir materiales de construcción especiales, Neutra utilizó en algunas obras madera de pino, ladrillos y vidrio.
A partir de 1949 estableció una colaboración con Robert E. Alexander, que duró diez años. Juntos proyectaron también edificios más importantes y de carácter público, como iglesias, colegios, clínicas y edificios de oficinas. En 1954 escribió un nuevo libro, Survival through Design, en el que expuso sus ideas sobre una arquitectura que tiene en cuenta el factor humano en sus diseños.
En 1955, el Departamento de Estado de los Estados Unidos encargó a Neutra el diseño de una nueva embajada en Karachi. El nombramiento de Neutra formó parte de un ambicioso programa de comisiones arquitectónicas a arquitectos de renombre, que incluyeron embajadas de Walter Gropius en Atenas, Edward Durrell Stone en Nueva Delhi, Marcel Breuer en La Haya, Josep Lluis Sert en Bagdad y Eero Saarinen en Londres. 
En 1965 Neutra formó una sociedad con su hijo Dion Neutra, también arquitecto y durante sus últimos años le cedió gradualmente el control de su estudio. Entre 1960 y 1970, Neutra proyectó y construyó ocho villas en Europa, cuatro en Suiza, tres en Alemania y una en Francia. Entre los clientes más destacados en este período se encuentran Gerd Bucerius, editor de Die Zeit, así como figuras del comercio y la ciencia.
Neutra murió en Alemania, el 16 de abril de 1970, a la edad de 78 años, durante una gira de conferencias.

## Estilo arquitectónico
Fue famoso por la atención que prestó a la definición de las necesidades reales de sus clientes, independientemente del tamaño del proyecto, en contraste con otros arquitectos deseosos de imponer su visión artística a un cliente. Neutra a veces usaba cuestionarios detallados para descubrir las necesidades de su cliente, para su sorpresa. Su arquitectura doméstica era una mezcla de arte, paisaje y comodidad práctica.
En un artículo publicado en 1947 por The Hills, "The Changing House", Neutra enfatiza el plan "listo para cualquier cosa", enfatizando un plan abierto y multifuncional para espacios de vida flexibles, adaptables y fácilmente modificables para cualquier tipo de vida o evento. 
Neutra tenía un agudo sentido de la ironía. En su autobiografía Life and Shape, incluyó una anécdota lúdica sobre un productor-cliente anónimo de cine que electrificó el foso alrededor de la casa que Neutra diseñó para él. Este era un relato muy embellecido de un cliente real, Josef von Sternberg, que de hecho tenía una casa con foso, pero no electrificado. La novelista / filósofa Ayn Rand, que había tratado de arquitectura en profundidad en su novela El manantial, fue la segunda dueña de la Casa Von Sternberg en el Valle de San Fernando (actualmente demolida). Una foto de Julius Shulman de Neutra y Rand en la casa se hizo famosa.
Las primeras acuarelas y dibujos de Neutra, la mayoría de los lugares a los que viajó (particularmente sus viajes a los Balcanes en la Primera Guerra Mundial) y los esbozos de retratos, mostraron influencia de artistas como Gustav Klimt, Egon Schiele, etc. Ellos son una muestra del desarrollo de la inclinación de Neutra hacia el dibujo.

## Legado
El hijo de Neutra, Dion ha mantenido las oficinas de Silver Lake diseñadas y construidas por su padre como "Richard y Dion Neutra Architecture" en Los Ángeles. El Edificio de Oficinas de Neutra figura en el Registro Nacional de Lugares Históricos.
En 1980, la viuda de Neutra donó la Casa Van der Leeuw (Casa de Investigación VDL), entonces valorada en 207.500 dólares, a la Universidad Politécnica del Estado de California, Pomona (llamada Poly Pomona) para ser utilizada por la Facultad de Diseño Ambiental de la universidad. En 2011, la Casa Kronish diseñada por Neutra (1954) en el 9439 Sunset Boulevard en Beverly Hills se vendió por 12,8 millones de dólares.
En 2009, la exposición "Richard Neutra, Arquitecto: Esbozos y Dibujos" en la Biblioteca Central de Los Ángeles ofreció una selección de bocetos de los viajes de Neutra, dibujos de figuras y representaciones de edificios. Una exposición sobre el trabajo del arquitecto en Europa entre 1960 y 1979 fue montada por el MARTa en Herford, Alemania.
El renacimiento de finales del decenio de 1990 del modernismo arquitectónico californiano de mediados de siglo ha dado una nueva vida a su trabajo, como con las casas y estructuras públicas construidas por los arquitectos John Lautner y Rudolf Schindler. La Casa del Desierto de Kaufmann fue restaurada por Marmol Radziner + Associates a mediados de los años noventa.
La tipografía Neutraface, diseñada por Christian Schwartz para House Industries, se basó en los principios de arquitectura y diseño de Richard Neutra.
En 1977 fue galardonado póstumamente con la Medalla de Oro AIA, y en 2015 fue honrado con una Estrella de Palma de Oro en el paseo de las Estrellas en Palm Springs, California.

## Obras perdidas
La Casa Maslon de Rancho Mirage, California de 1962 fue demolida en 2002.
El edificio de Cyclorama de Neutra en Gettysburg fue demolido por el servicio del parque nacional entre el 8-9 de marzo de 2013.

## Obras representativas
- Jardinette Apartments, 1928, Hollywood, California
- Lovell House, 1929, Los Ángeles, California
- Mosk House, 1933, 2742 Hollyridge Drive, Hollywood
- Nathan and Malve Koblick House, 1933, 98 Fairview Avenue, Atherton, California
- Universal-International Building (Laemmle Building), 1933, Hollywood
- Scheyer House, 1934, Blue Heights Drive, Hollywood Hills, Los Ángeles
- William and Melba Beard House (with Gregory Ain), 1935, 1981 Meadowbrook, Altadena
- California Military Academy, 1935, Culver City
- Corona Avenue Elementary School, 1935, 3835 Bell Avenue, Bell, California
- Largent House, 1935, corner of Hopkins and Burnett Avenues, San Francisco
- Casa Von Sternberg, 1935, San Fernando Valley
- Neutra VDL Studio and Residences (also known as Van der Leeuw House or VDL Research House), 1932, Los Ángeles, California
- Sten and Frenke House (Los Angeles Historic-Cultural Monument #647), 1934, 126 Mabery Road, Santa Monica
- The Neutra House Project, 1935, Restoration of the Neutra "Orchard House" in Los Altos, California
- Josef Kun House, 1936, 7960 Fareholm Drive, Nichols Canyon, Hollywood Hills, Los Ángeles, California[6]
- George Kraigher House Archivado el 29 de octubre de 2014 en Wayback Machine., 1937, 525 Paredes Line Road, Brownsville, Texas
- Landfair Apartments, 1937, Westwood, Los Ángeles, California
- Strathmore Apartments, 1937, Westwood, Los Ángeles, California
- Aquino Duplex, 1937, 2430 Leavenworth Street, San Francisco
- Leon Barsha House (with P. Pfisterer), 1937, 302 Mesa Road, Pacific Palisades, California
- Miller House, 1937, Palm Springs, California
- Windshield House, 1938, Fisher's Island, Nueva York
- Lewin House, 1938, 512 Ocean Front Walk, Santa Mónica, Los Ángeles
- Emerson Junior High School, 1938, 1650 Selby Avenue, West Los Angeles, California
- Ward-Berger House, 1939, 3156 North Lake Hollywood Drive, Hollywood Hills, Los Ángeles, California
- Kelton Apartments, Westwood, Los Ángeles
- Beckstrand House, 1940, 1400 Via Montemar, Palos Verdes Estates, Los Ángeles
- Bonnet House, 1941, Hollywood Hills, Los Ángeles, California
- Neutra/Maxwell House, 1941, Angelino Heights, Los Ángeles
- Van Cleef Residence, 1942, 651 Warner Avenue, Westwood, Los Ángeles
- Channel Heights Housing Projects, 1942, San Pedro, California
- John Nesbitt House, 1942, 414 Avondale, Brentwood, Los Ángeles
- Kaufmann Desert House, 1946, Palm Springs, California[7]
- Stuart Bailey House, 1948, Pacific Palisades, California (Case Study 20A)
- Case Study Houses #6, #13, #21A[8]
- Schmidt House, 1948, 1460 Chamberlain Road, Linda Vista, Pasadena, California
- Joseph Tuta House, 1948, 1800 Via Visalia, Palos Verdes, California
- Holiday House Motel, 1948, 27400 Pacific Coast Highway, Malibu, California
- Elkay Apartments, 1948, 638-642 Kelton Avenue, Westwood, Los Ángeles
- Gordon Wilkins House, 1949, 528 South Hermosa Place, South Pasadena, California[9]
- Alpha Wirin House, 1949, 2622 Glendower Avenue, Los Feliz, Los Ángeles
- Hines House, 1949, 760 Via Somonte, Palos Verdes, California
- Atwell House, 1950, 1411 Atwell Road, El Cerrito, California
- Nick Helburn House, 1950, Sourdough Road, Bozeman, Montana
- Neutra Office Building — Neutra's design studio from 1950 to 1970
- Everist House, 1951, 200 W. 45th Street, Sioux City, Iowa
- Moore House, 1952, Ojai, California (received AIA award)
- Perkins House, 1952–55, 1540 Poppypeak Drive, Pasadena, California
- Schaarman House, 1953, 7850 Torreyson Drive, Hollywood Hills
- Kester Avenue Elementary School (with R. E. Alexander), 1953, 5353 Kester Avenue, Los Ángeles
- Olan G. and Aida T. Hafley House, 1953, 5561 East La Pasada Street, Long Beach[10]
- Brown House, 1955, 10801 Chalon Road, Bel Air, Los Ángeles
- Kronish House, 1955, Beverly Hills, California
- Sidney R. Troxell House, 1956, 766 Paseo Miramar, Pacific Palisades, California[11]
- Clark House, 1957, Pasadena, California
- Airman's Memorial Chapel, 1957, 45549 Bauer Street, Miramar, California
- Ferro Chemical Company Building, 1957, Cleveland, Ohio
- The Lew House, 1958, 1456 Sunset Plaza Drive, Los Ángeles
- Connell House, 1958, Pebble Beach, California
- Mellon Hall and Francis Scott Key Auditorium, 1958, St. John's College, Annapolis, Maryland
- Riviera United Methodist Church, 1958, 375 Palos Verdes Boulevard, Redondo Beach
- Loring House, 1959, 2456 Astral Drive, Los Ángeles (ampliada por Escher GuneWardena Architecture, 2006)
- Singleton House, 1959, 15000 Mulholland Drive, Hollywood Hills
- Oyler House, 1959 Lone Pine, California
- Garden Grove Community Church, Community Church, 1959 (Fellowship Hall and Offices), 1961 (Sanctuary), 1968 (Tower of Hope), Garden Grove, California
- Three senior officer's quarters on Mountain Home Air Force Base, Idaho, 1959
- Julian Bond House, 1960, 4449 Yerba Santa, San Diego, California
- R.J. Neutra Elementary School, 1960, Naval Air Station Lemoore, in Lemoore, California (diseñada en 1929)
- Palos Verdes High School, 1961, 600 Cloyden Road, Palos Verdes, California
- Haus Rang, 1961, Königstein im Taunus, Alemania
- Hans Grelling House/Casa Tuia on Monte Verità, 1961, Strada del Roccolo 11, Ascona, Tesino, Suiza
- Los Angeles County Hall of Records, 1962, Los Ángeles, California.
- Ciclorama de Gettysburg, 1962, Parque Militar Nacional de Gettysburg, Pensilvania
- Bewobau Residences, 1963, Quickborn cerca de Hamburgo, Alemania
- Mariners Medical Arts, 1963, Newport Beach, California
- Painted Desert Visitor Center, 1963, Petrified Forest National Park, Arizona
- United States Embassy, (después US Consulate General hasta 2011), 1959, Karachi, Pakistán
- Swirbul Library, 1963, Adelphi University, Garden City, Nueva York
- Kuhns House, 1964, Woodland Hills, Los Ángeles, California
- Rice House (National Register of Historic Places), 1964, 1000 Old Locke Lane, Richmond, Virginia
- VDL II Research House, 1964, (reconstruida por Dion Neutra) Los Ángeles, California[12][13]
- Rentsch House, 1965, Wengen cerca de Berna en Suiza; Landscape architect: Ernst Cramer
- Ebelin Bucerius House, 1962-1965, Brione sobre Minusio en Suiza; Landscape architect: Ernst Cramer
- Haus Kemper, 1965, Wuppertal, Alemania
- Casa González Gorrondona, 1965, Caracas, Venezuela
- Sports and Congress Center, 1965, Reno, Nevada
- Delcourt House, 1968–69, Croix, Nord, Francia
- Haus Pescher, 1969, Wuppertal, Alemania
- Haus Jürgen Tillmanns, 1970, Stettfurt, Thurgau, Suiza

## Galería

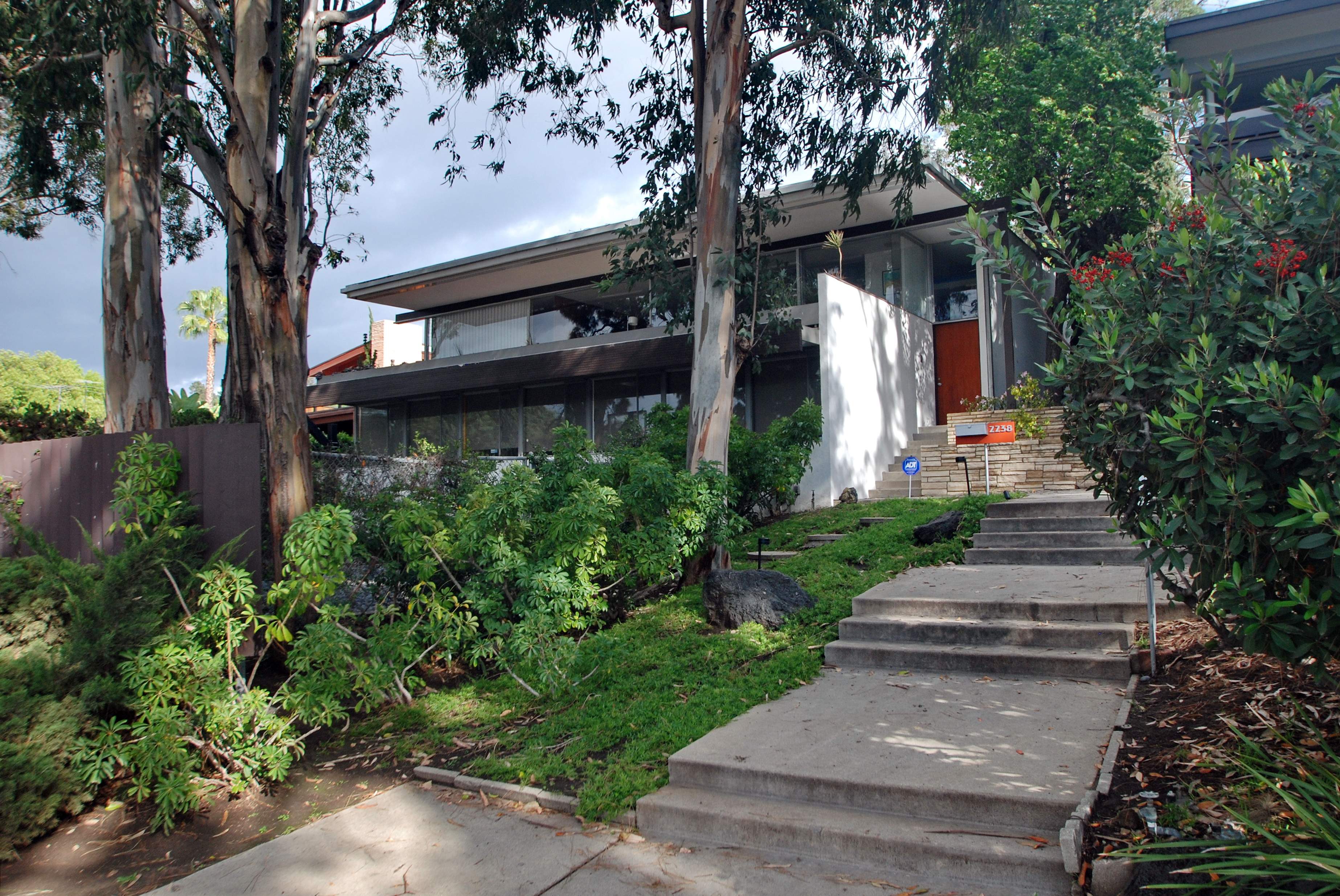
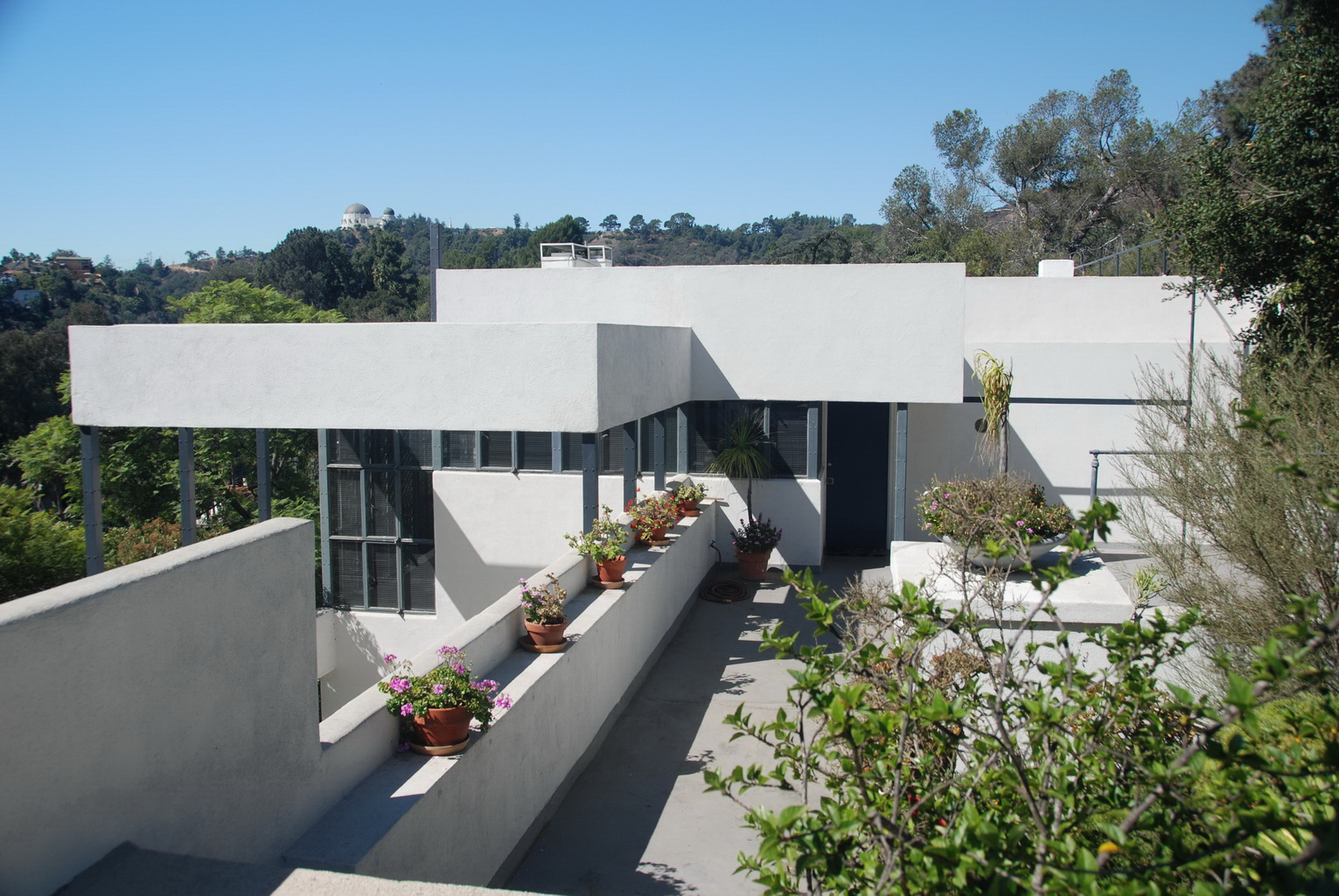
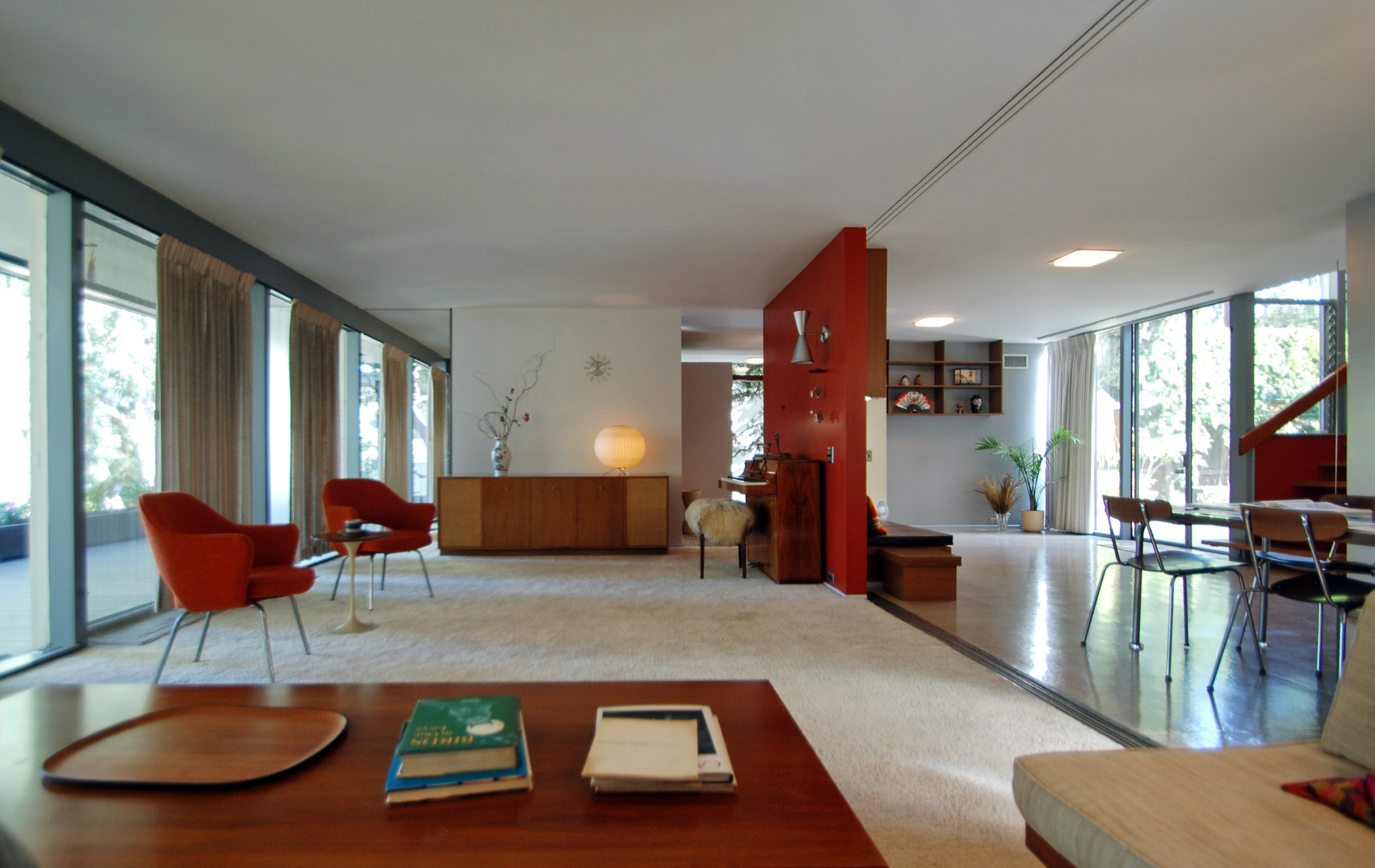
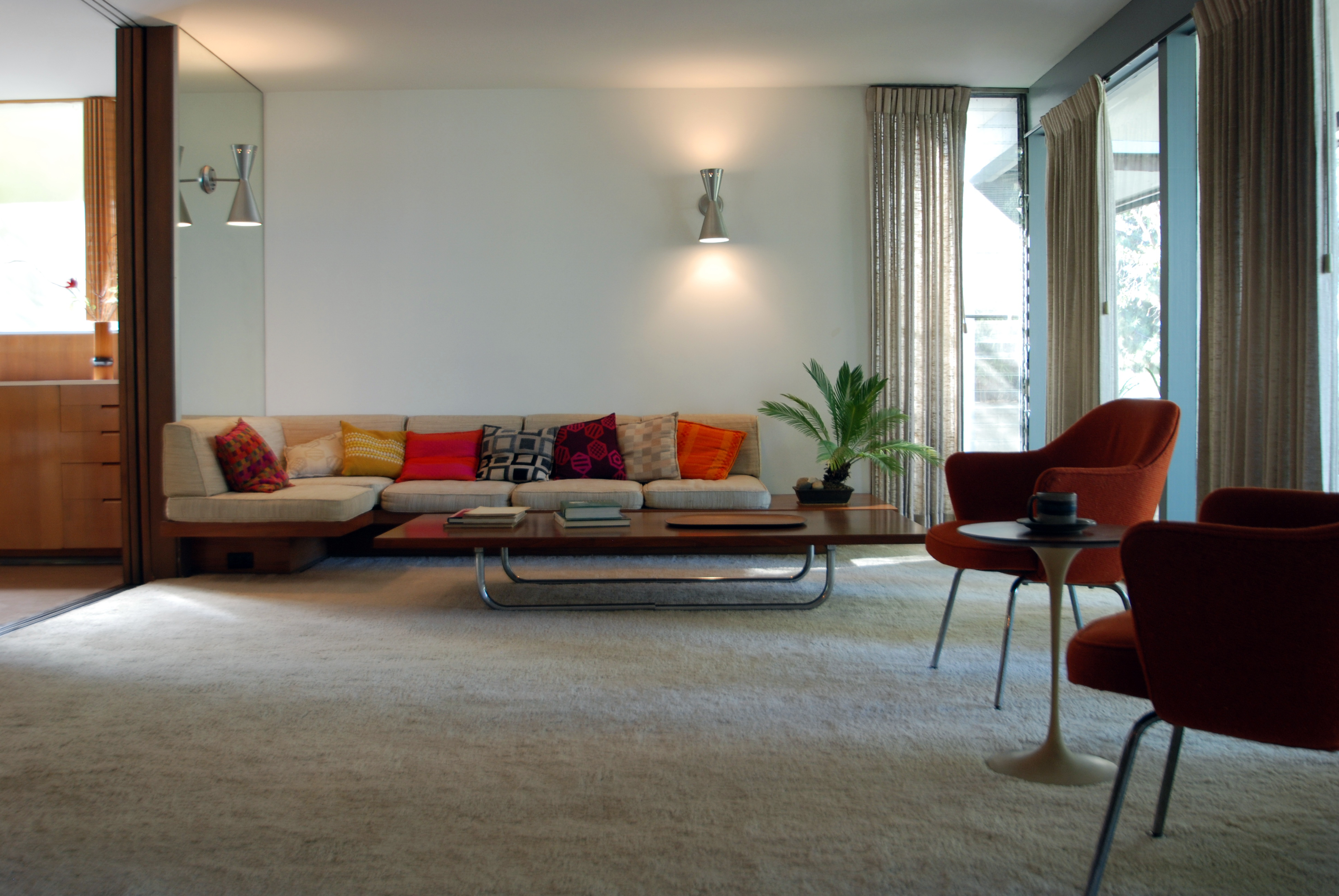
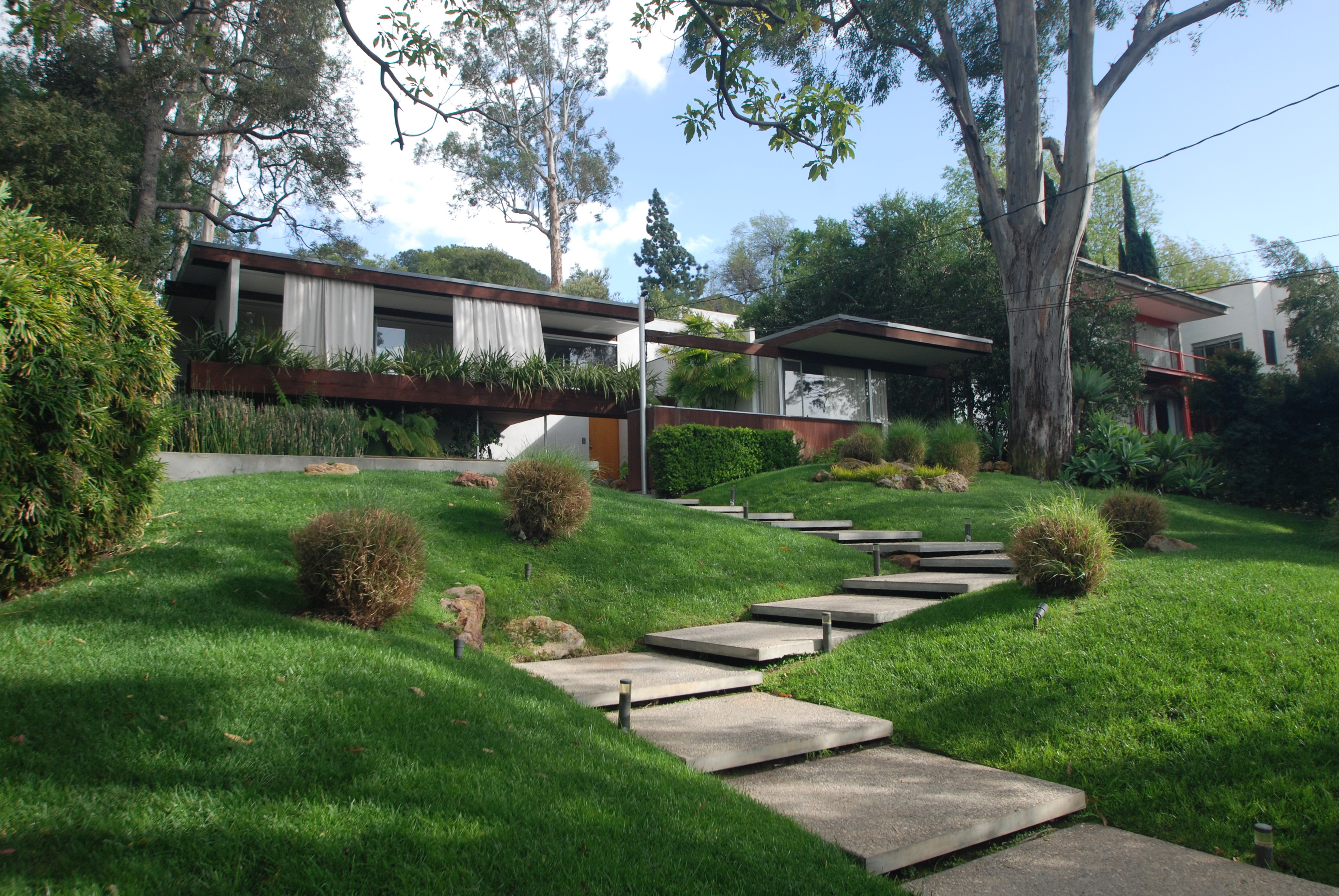
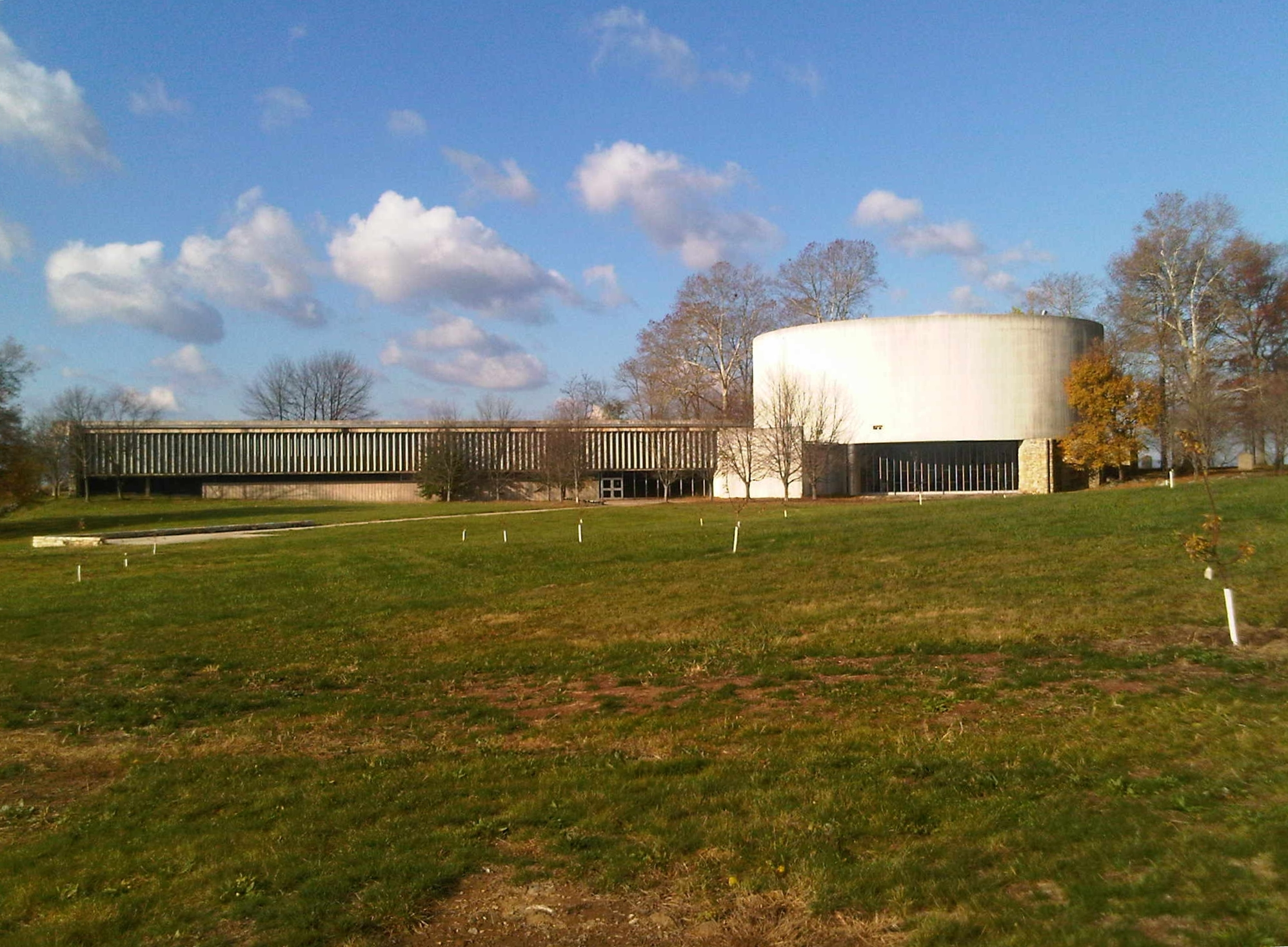
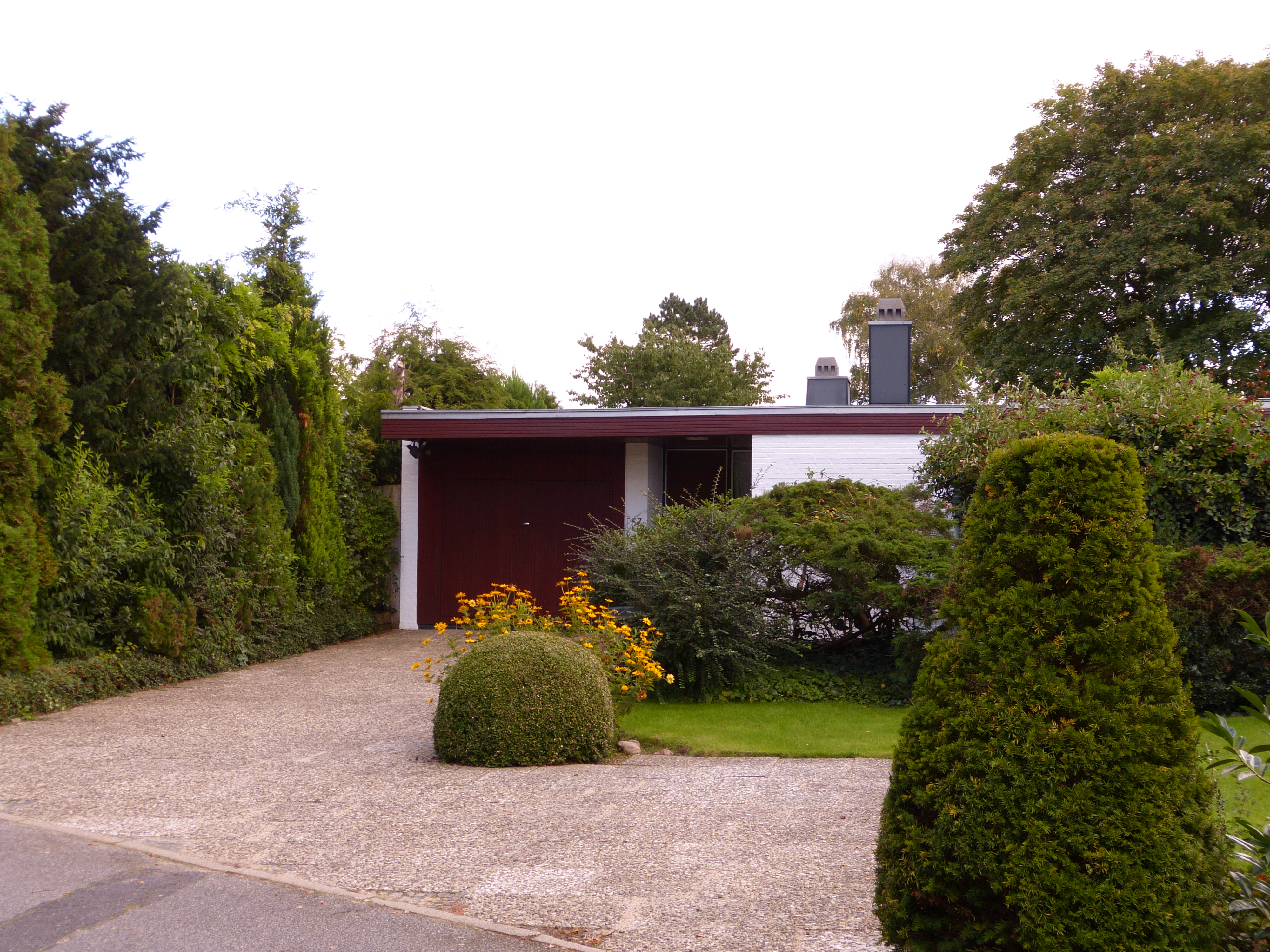
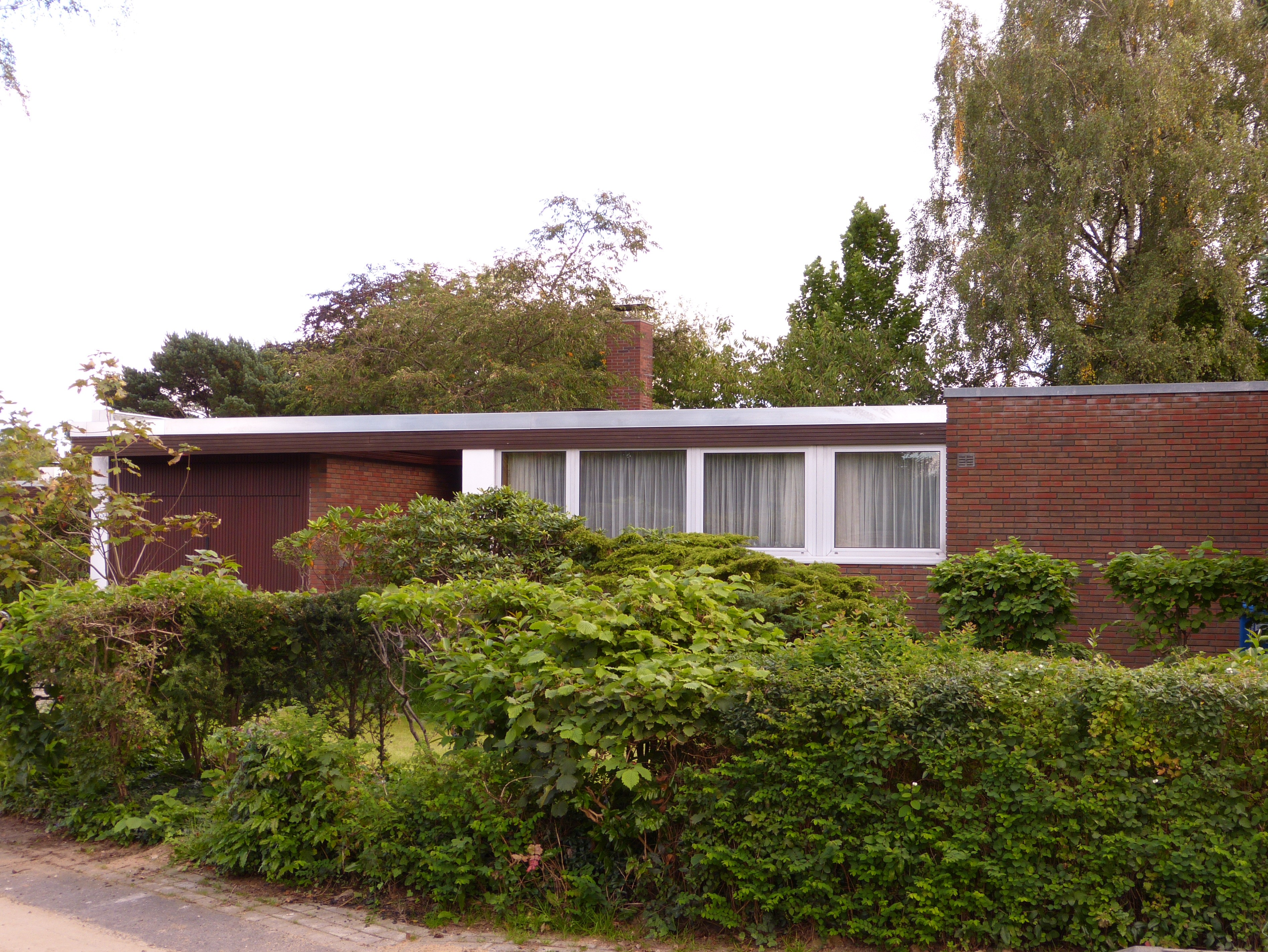
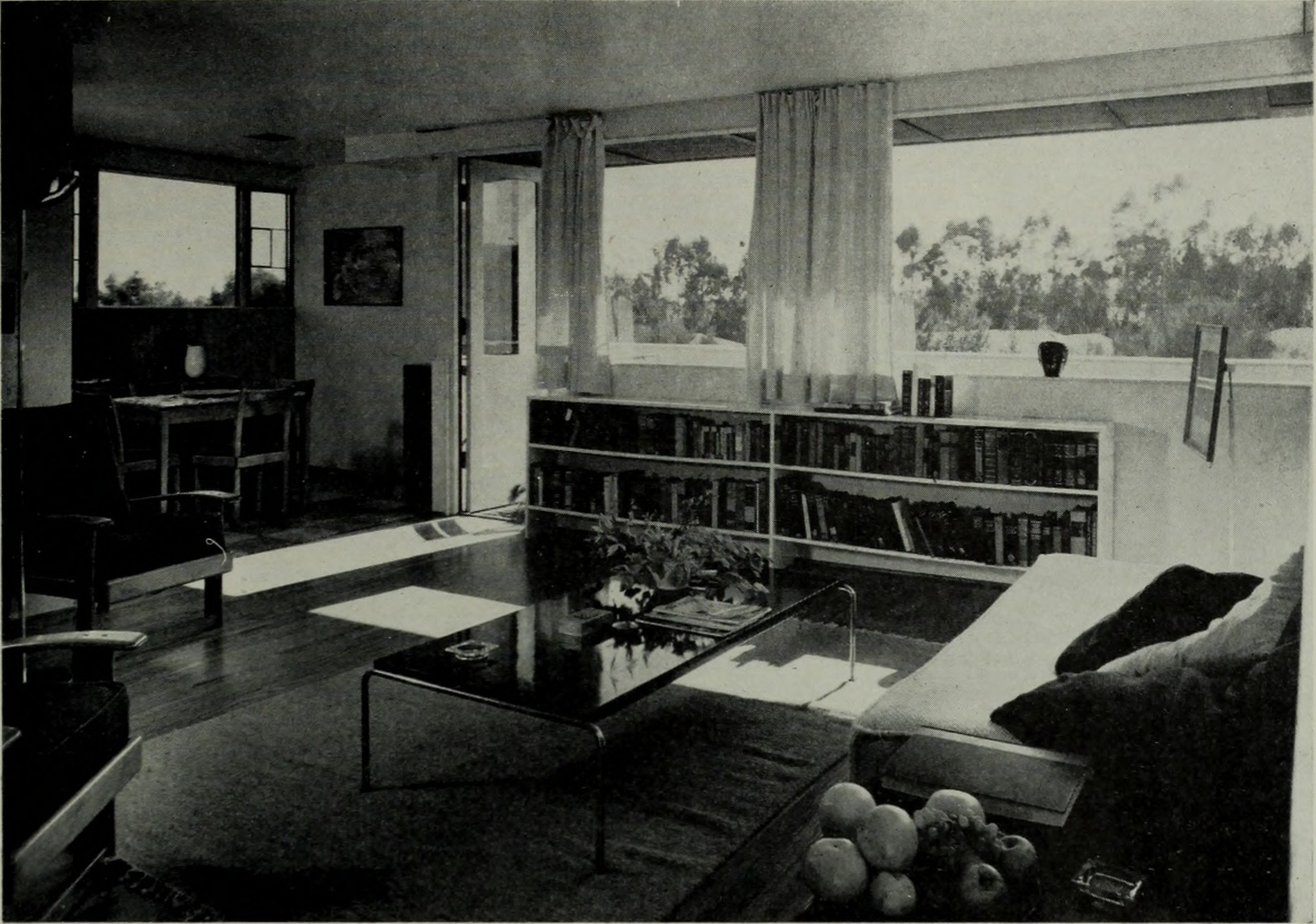
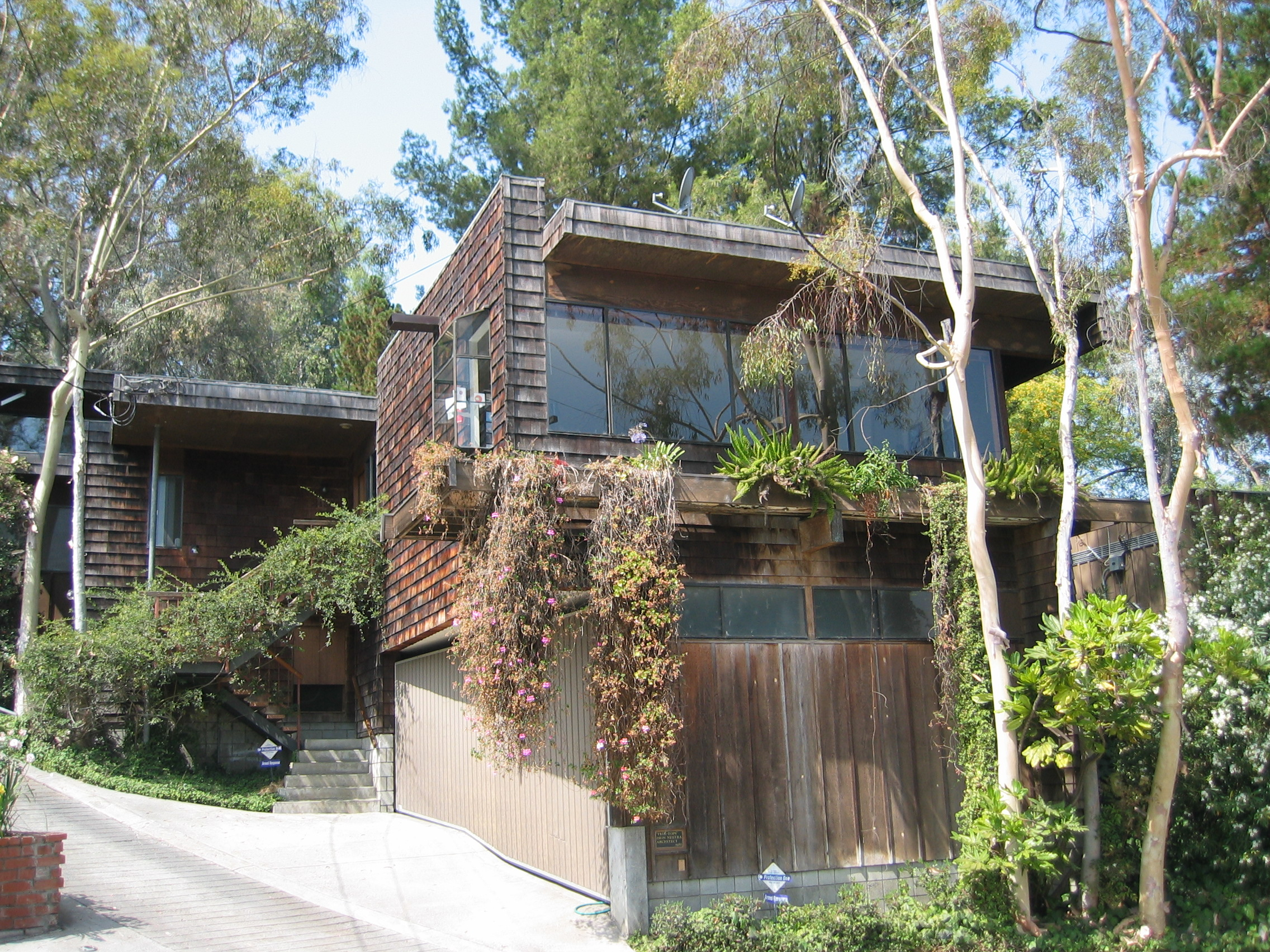
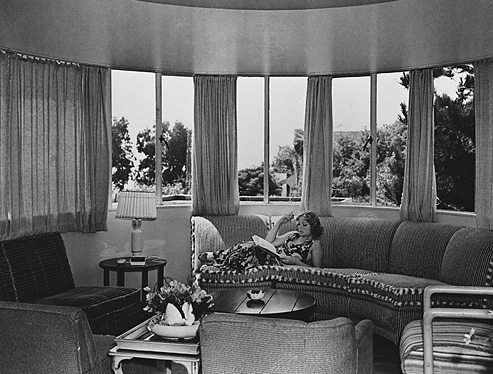
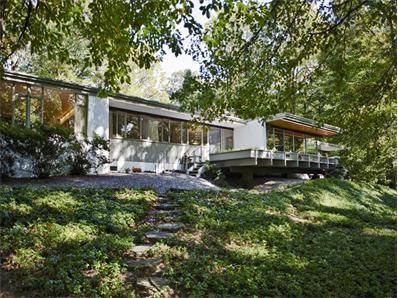
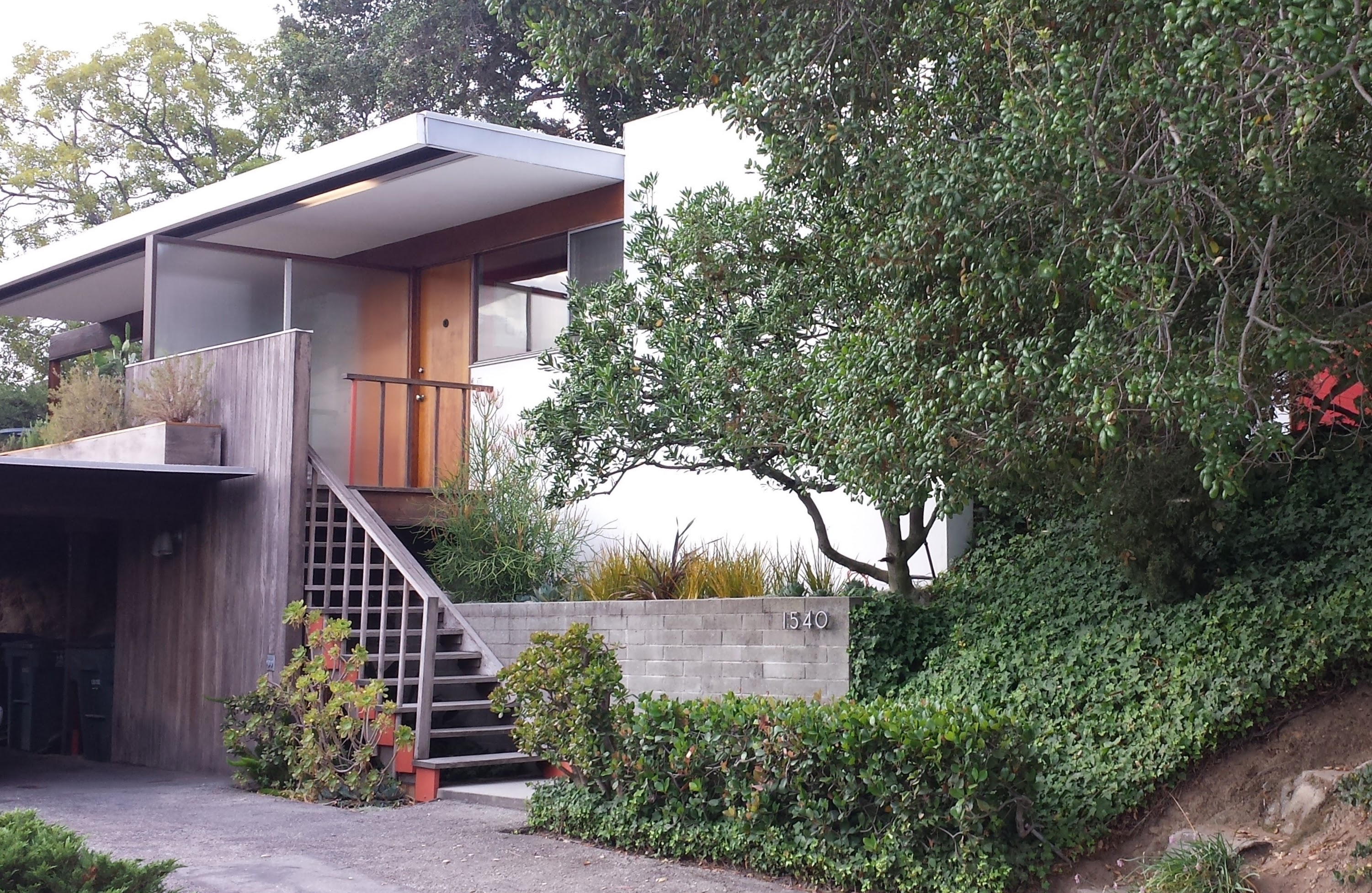
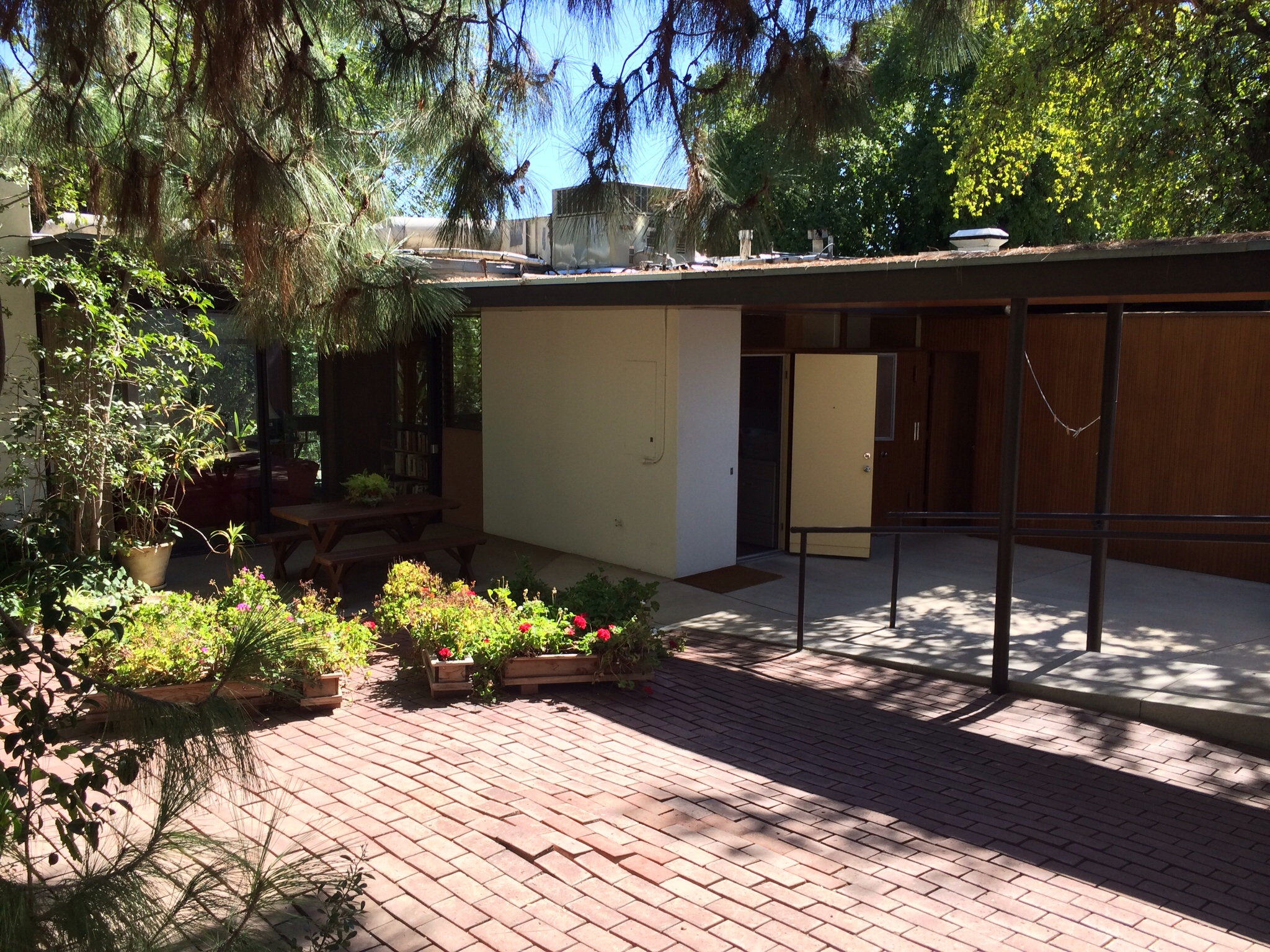
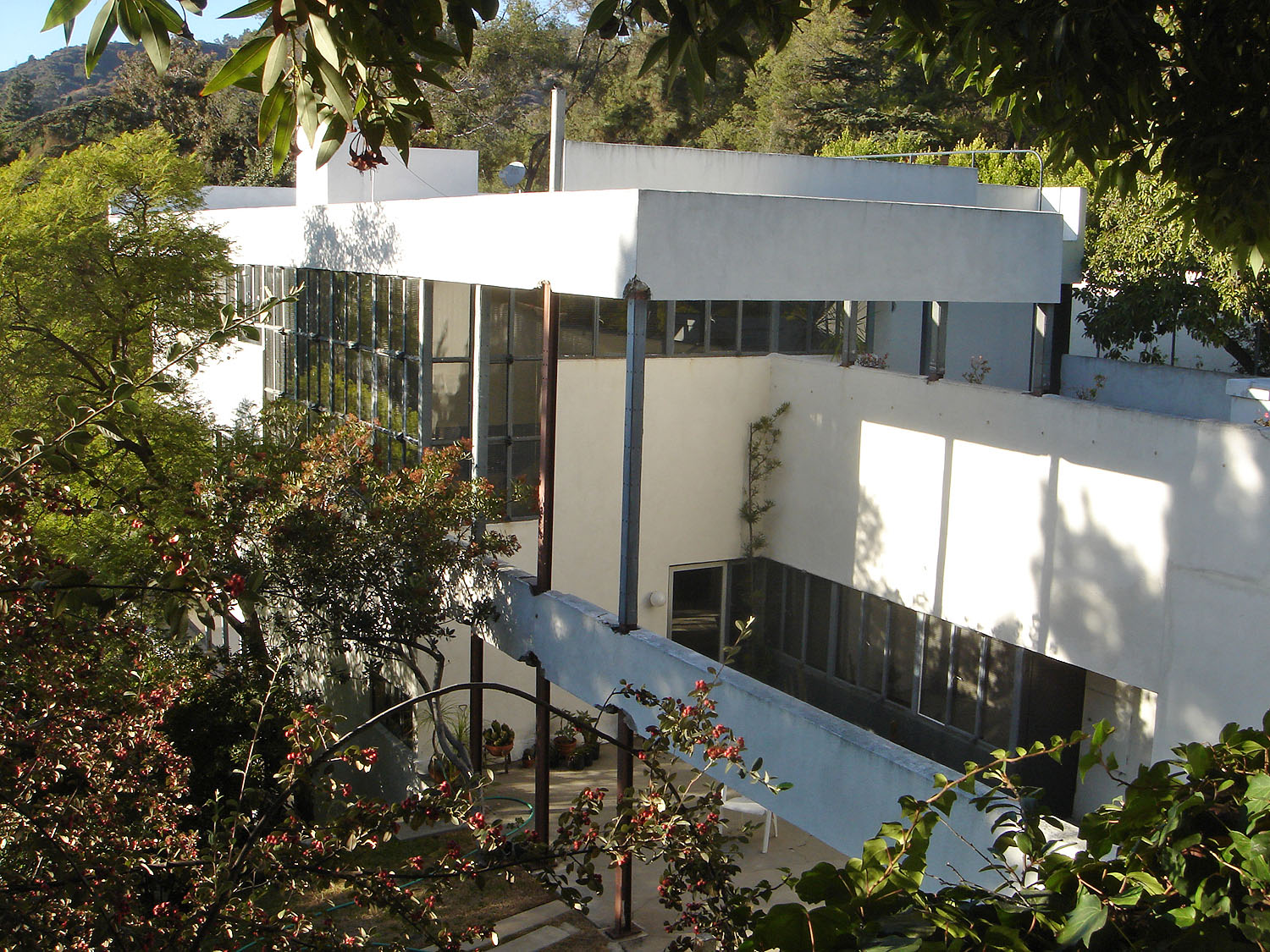
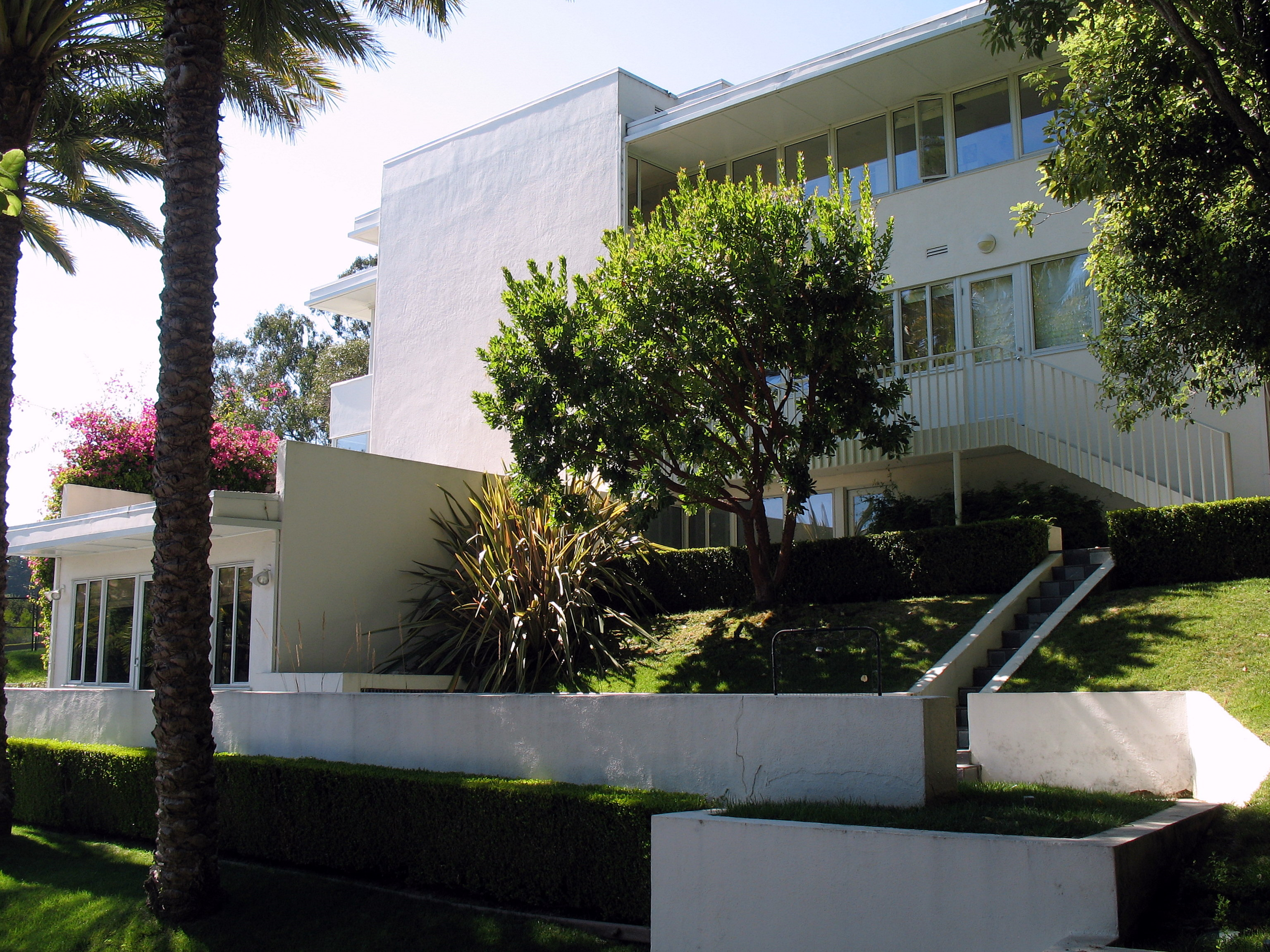
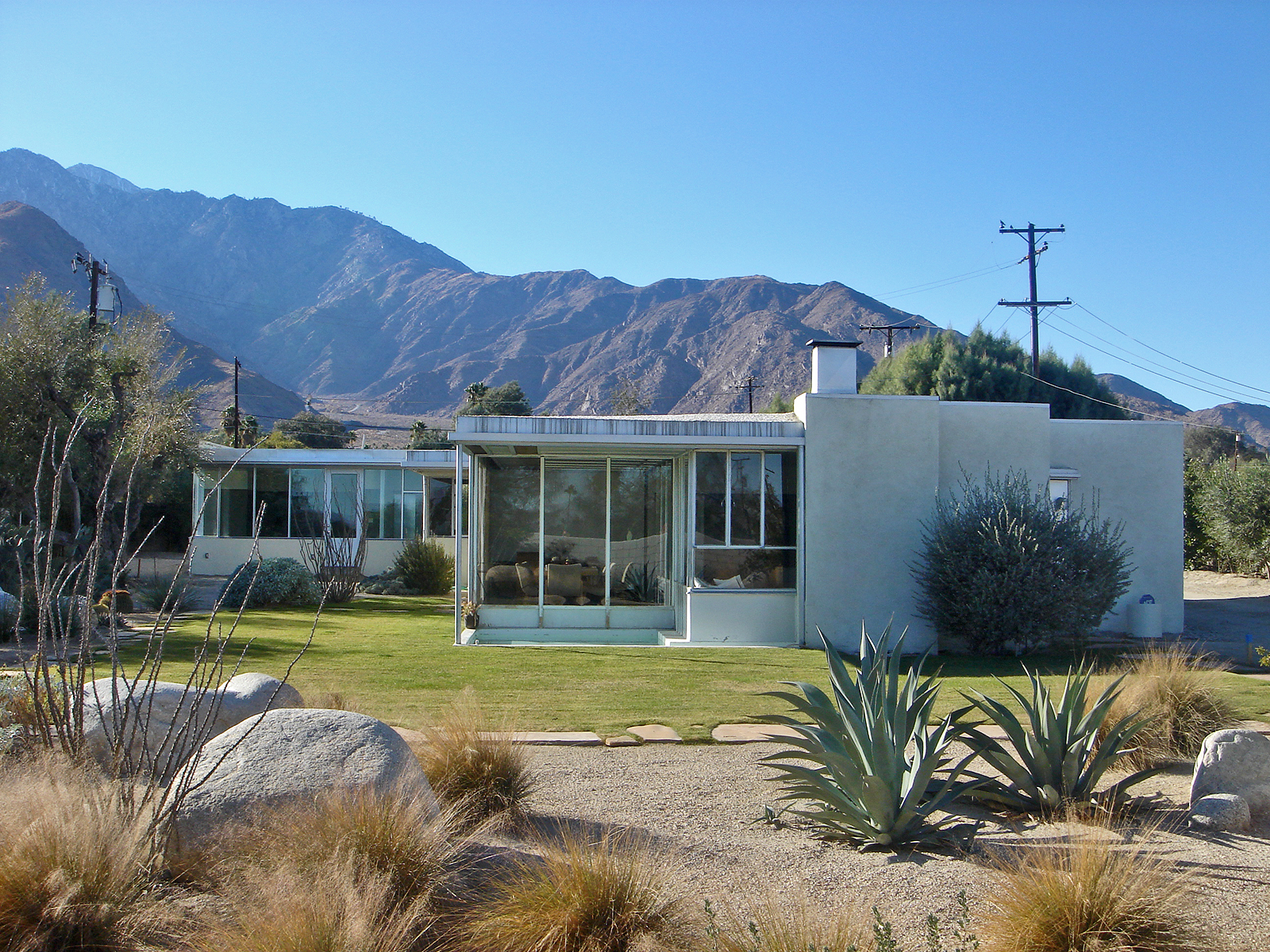
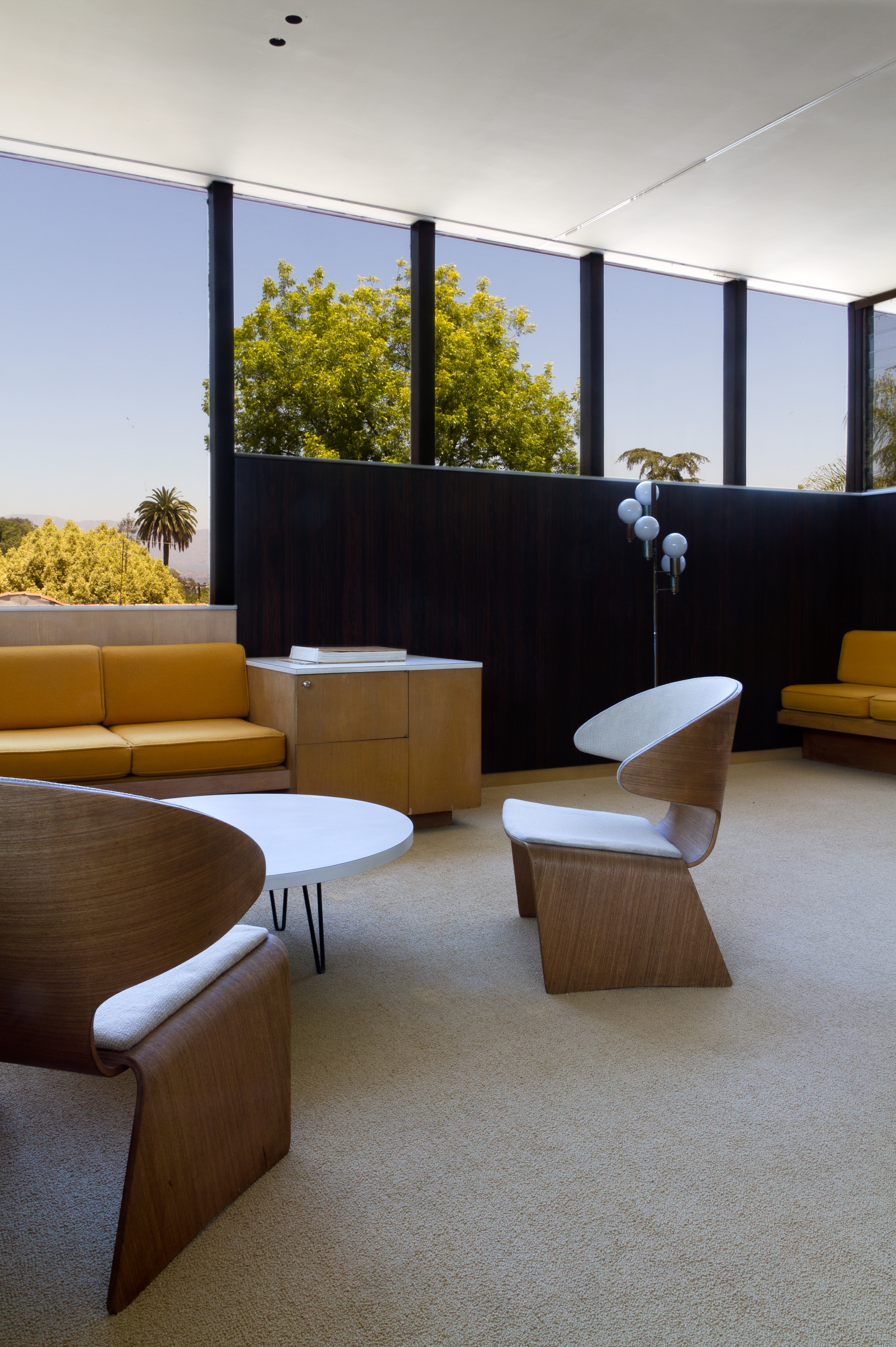
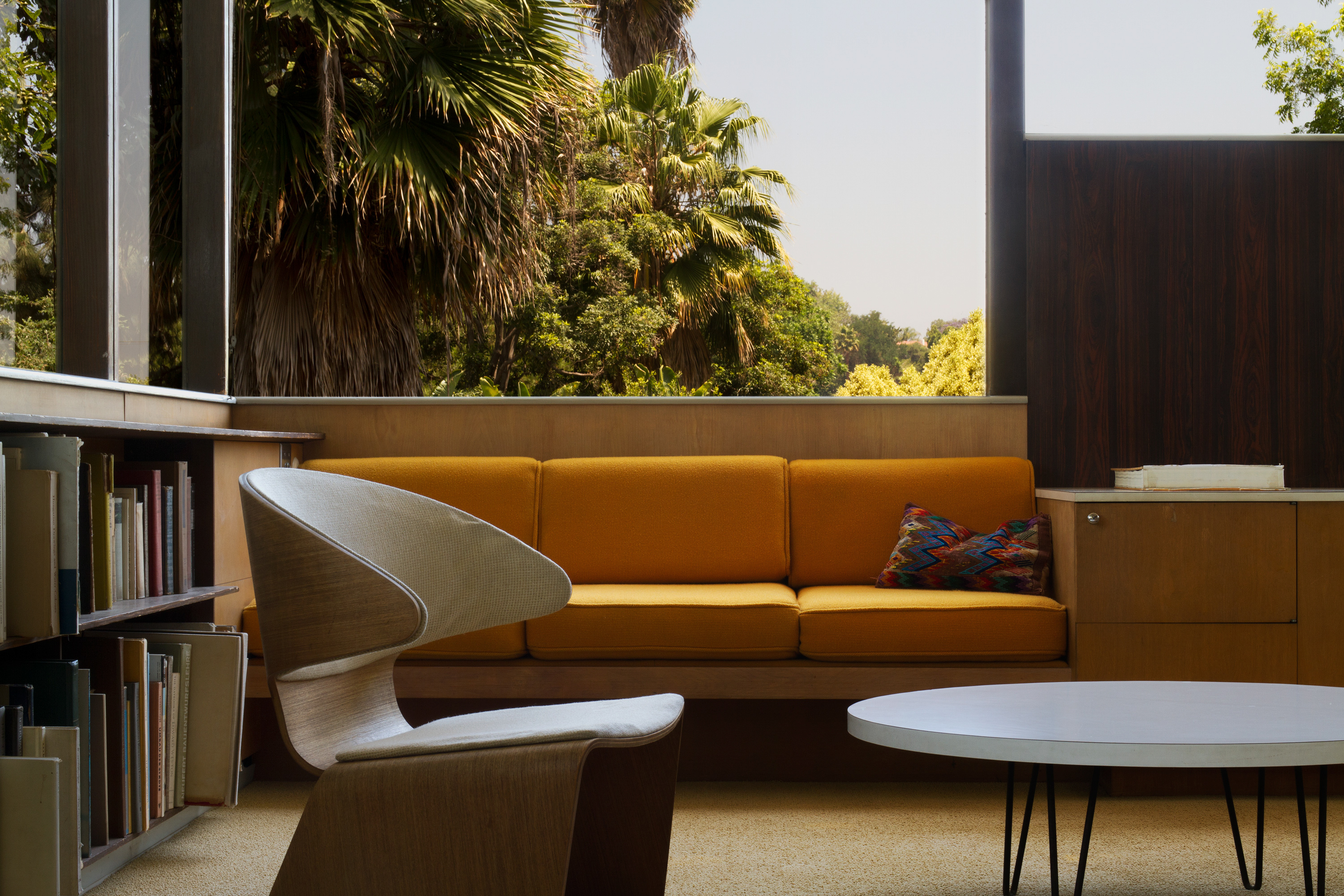
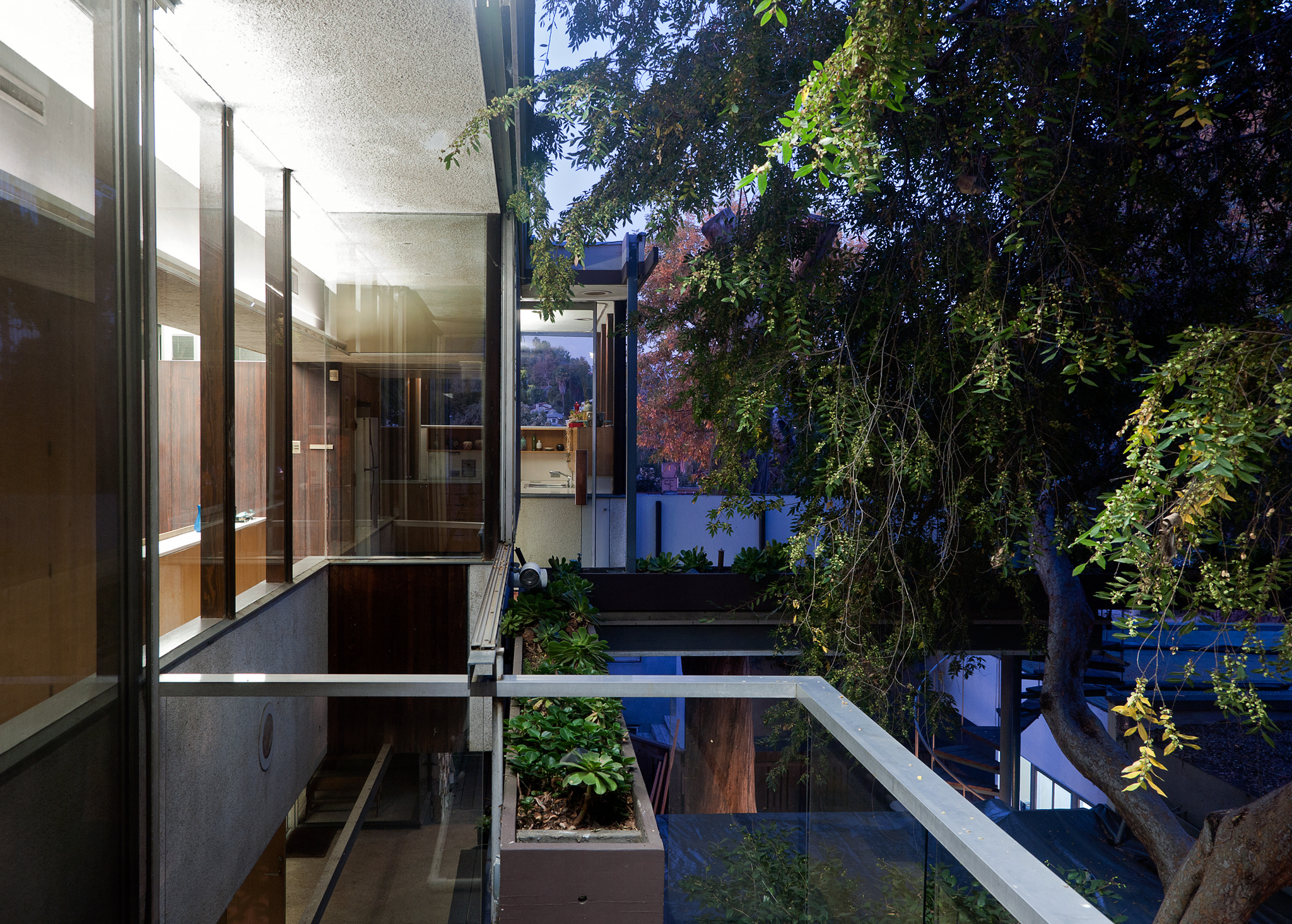
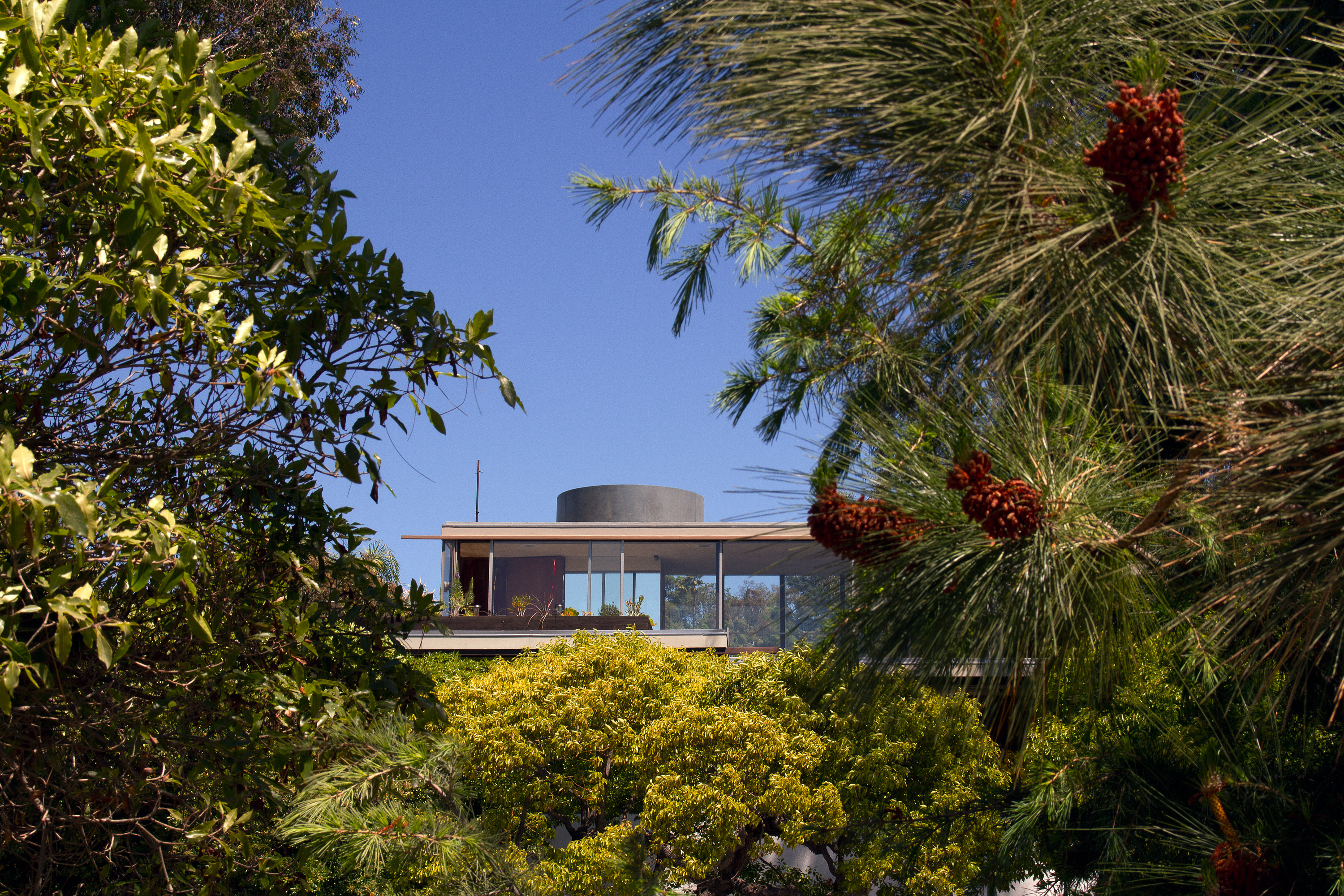
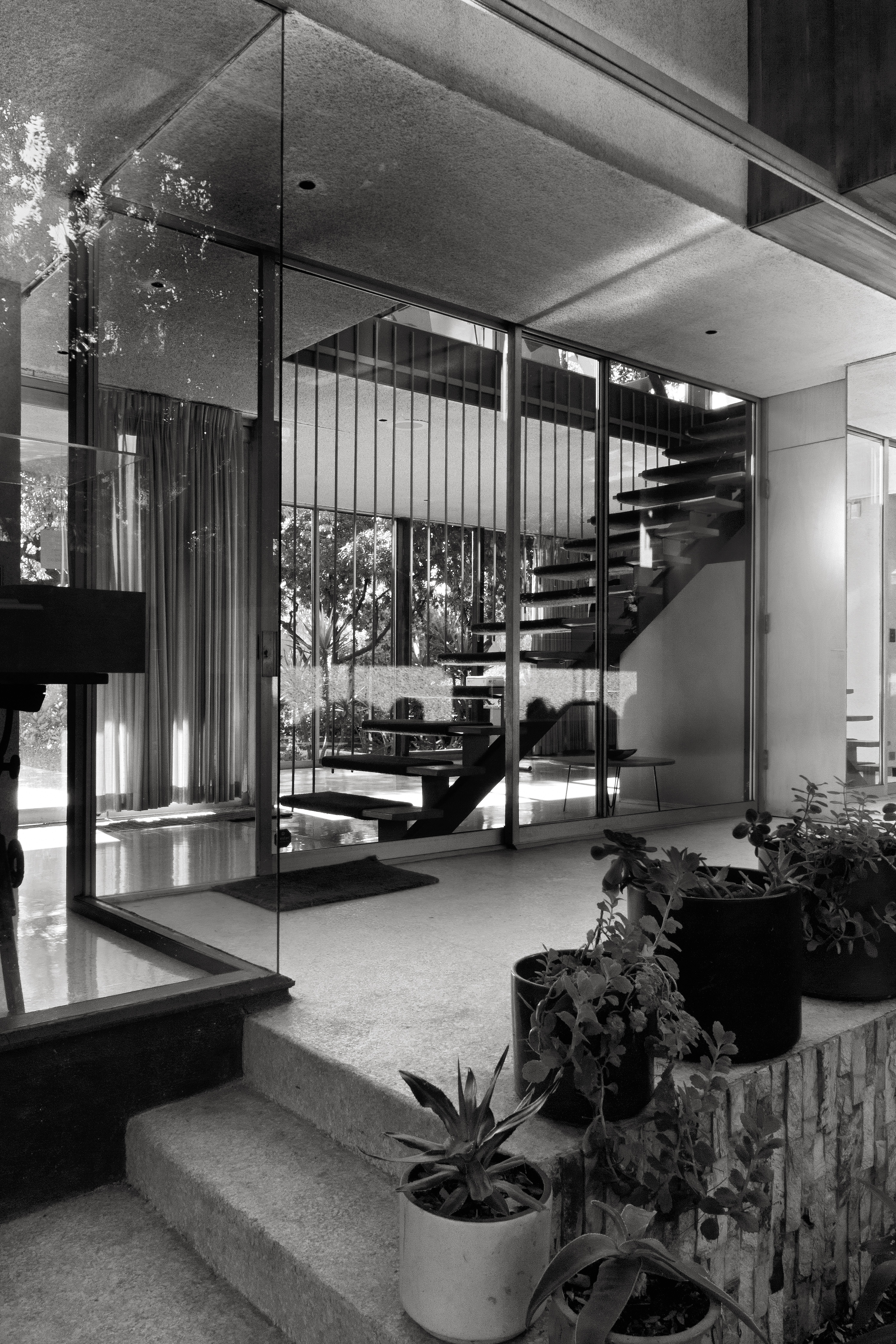
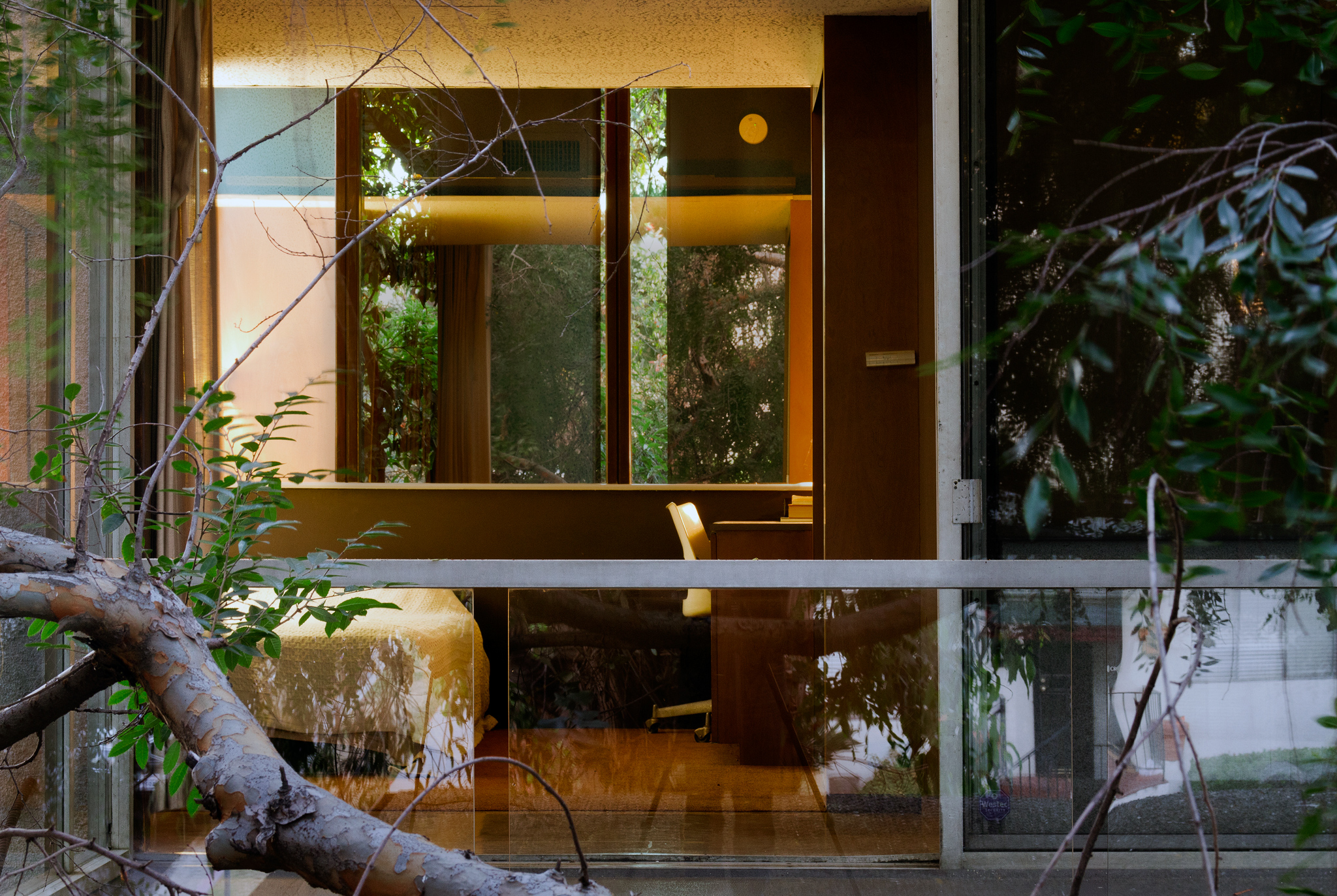
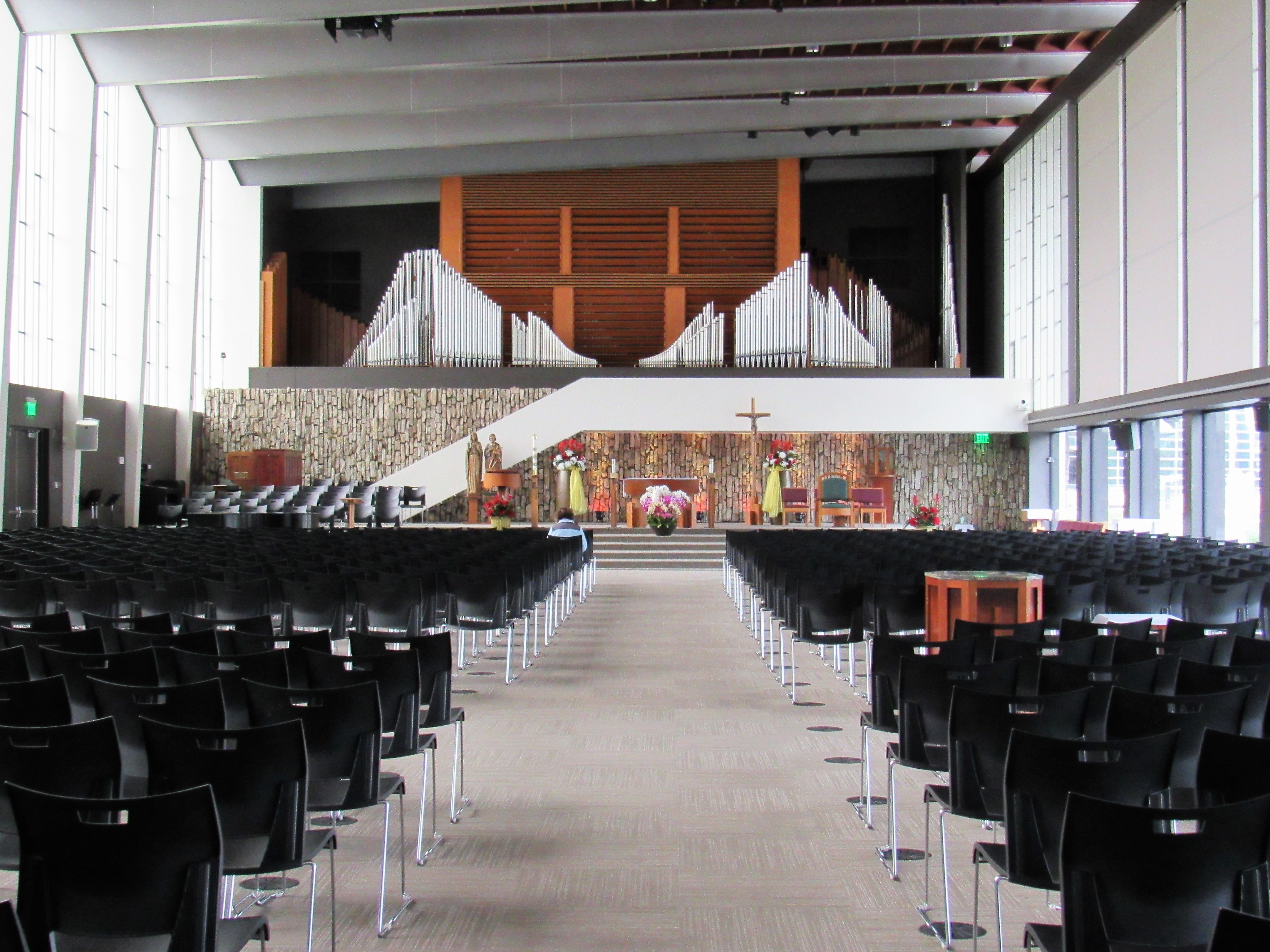

## Publicaciones
Neutra, Richard, Realismo Biológico. Un nuevo Renacimiento humanístico en arquitectura, Buenos Aires: Nueva Visión, 1973
Neutra, Richard, Vida y forma: Autobiografía de Richard Neutra, Los Ángeles: Atara Press, 2013